# Rhenium(VII)-sulfid
Rhenium(VII)-sulfid ist eine anorganische chemische Verbindung des Rheniums aus der Gruppe der Sulfide.

## Gewinnung und Darstellung
Rhenium(VII)-sulfid kann durch Reaktion einer Perrhenatlösung (zum Beispiel aus Kaliumperrhenat in Salzsäure) mit Schwefelwasserstoff gewonnen werden.
{\displaystyle \mathrm {2\ KReO_{4}+7\ H_{2}S+2\ HCl\longrightarrow Re_{2}S_{7}+2\ KCl+8\ H_{2}O} }

## Eigenschaften
Rhenium(VII)-sulfid ist ein braunschwarzes bis schwarzes röntgenamorphes Pulver, das meist noch etwas Wasser und Schwefel enthält. In Salzsäure, Schwefelsäure und Alkalisulfiden bei Luftausschluss unlöslich. Es wird durch Oxidationsmittel wie Salpetersäure oder Bromwasser, langsam auch durch Luftsauerstoff zu ReO4− oxidiert. Bei Temperaturen über 250 °C beginnender Zerfall in Rhenium(IV)-sulfid und Schwefel. Wasserstoff reduziert es bei erhöhter Temperatur zu Rhenium. Es kristallisiert in einem tetragonalen Kristallsystem.

## Verwendung
Rhenium(VII)-sulfid wird zur Herstellung von Rhenium verwendet, da es beim Röstprozess zur Kupfergewinnung anfällt.